# Бирзниекс, Янис
Янис Бирзниекс (18 ноября 1895 года — 5 октября 1955 года) — латвийский политик, министр сельского хозяйства Латвийской Республики.
Родился в доме «Леяс Бирзниеки» в Бартской волости в семье Яниса Бирзниекса и Иевы (урожденной Плостниекс). Участвовал в рядах латышских стрелков в Первой мировой войне с 1916 года. В 1917 году он попал в немецкий плен. В 1919 году он вернулся на родину.
В 1921 году он вступил в Латышский крестьянский союз. Муниципальный служащий. В 1928 году Бирзниекс был избран в третий Сейм. Также избран в 4-й сейм.
После переворота Улманиса он был назначен членом министерства сельского хозяйства. Министр сельского хозяйства Латвийской Республики с 1935 года.
После оккупации Латвии 14 июня 1941 года он был отправлен в Сибирь со своей женой Отилией (1897 года рождения) и сыном Улдисом (1936 года рождения). Работал в лагерях Вятлага и Инты. В 1955 году он умер от инфаркта миокарда в ссылке в селе Новосёлове Красноярского края. Похоронен на Новосёловском кладбище, которое сейчас покрыто водохранилищем Енисейской ГЭС. В Латвии установлен мемориальный камень на кладбище Плостниеки в Бартской волости.

## Награды
- Орден Трёх Звёзд II степени
- Крест Признания I степени № 5 (16 ноября 1938)[2]